# Ядвіга Кароліна Жак
Ядвіга Кароліна Жак (пол. Jadwiga Karolina Żak, в чернецтві — Марія Імельда; 29 грудня 1892, Освенцим, Польща — 1 серпня 1943, під Новогрудком, Білорусь) — блаженна римо-католицької церкви, черниця жіночої чернечої конгрегації «Сестер Пресвятої Родини з Назарету» (назаретянки). Одна із одинадцяти Новогрудських мучениць.

## Біографія
До чернецтва займалась педагогічною діяльністю. У 1911 році поступила в жіночу чернечу конгрегацію «Сестри Пресвятої Родини з Назарету» (назаретянки). Новіціят закінчила в Альбано-Лаціале, Італія, де прийняла вічні чернечі обітниці під іменем Марія Імельда. У 1922–30 роках працювала вчителем та викладачем у гімназії «Назаретянок» у Стрию, а також вчителем та вихователем в інтернаті. В 1936 році разом із іншими черницями на прохання єпископа приїхала в Новогрудок, Білорусь, де працювала в захристії католицького храму Преображення Господнього в місті Новогрудок.
Перші репресії спіткали черницю від радянського окупанта. В серпні 1943 року в Новогрудці під час німецької окупації відбувалися масові репресії проти мирного населення. Ядвіга Кароліна разом із іншими черницями запропонувала німецькій окупаційній владі замінити собою заарештованих мирних жителів. В ніч із 31 липня на 1 серпня була заарештована разом із іншими черницями монастиря і розстріляна рано вранці 1 серпня в лісі неподалік від Новогрудка.
В залишених записках блаженної сестри Марії Імельди читаємо:

Господи, нехай моя молитва буде, як важкий камінь, що досягає нижньої частини божественної глибини, і на поверхні води я поширюю все більше кругів.
Оригінальний текст (пол.)
Spraw Panie, by moja modlitwa była jak ciężki kamień sięgający dna boskiej głębi, a na powierzchni wód zataczała coraz szersze kręgi.

## Прославлення
5 березня 2000 року зарахована до лику блаженних папою Римським Іваном Павлом II.